# Mustapha Wasajja
Mustapha Wasajja est un boxeur ougandais né le 16 juillet 1952 à Kampala et mort le 27 avril 2009 en Ouganda.

## Carrière
Évoluant dans la catégorie des poids moyens, Mustafa Wasajja est éliminé en quarts de finale des Jeux du Commonwealth britannique de Christchurch en 1974 par le Néo-Zélandais Les Rackley (en) avant d'être médaillé d'or aux championnats d'Afrique de Kampala en 1974. Aux Championnats du monde de boxe amateur 1974 à La Havane, il est éliminé en quarts de finale par le Yougoslave Dragan Vujković (en).
Il passe ensuite professionnel en 1977.